# Puchar Polski kobiet w piłce nożnej 2006/07, grupa dolnośląska
Puchar Polski kobiet w piłce nożnej w sezonie 2006/07, grupa: dolnośląska
I runda – 2 – 3 września 2006
Unia Opole – Rolnik Biedrzychowice 7:4 
Ziemia Lubińska Czerniec – Dragon Miszkowice 6:2
MOSiR Bolesławiec – Zjednoczeni Porajów/Sławikowice – 10:0
Półfinały – 5 listopada 2006
Klub Unia Opole miał wolny los.
MOSiR Bolesławiec – Ziemia Lubińska Czerniec 3:11
Finał – 11 marca 2007
Unia Opole – Ziemia Lubińska Czerniec 1:2